# The Adventures of Chico and Guapo
The Adventures of Chico and Guapo es una serie de televisión animada para adultos estadounidense que se emitió originalmente en MTV2. Ambientado en la ciudad de Nueva York, el programa trata sobre dos pasantes que intentan salir adelante en el negocio de la música. Chico y Guapo trabajan en el estudio de grabación del Sr. Angelo. La serie sigue sus desventuras y también presenta los comentarios de Chico y Guapo en programas de televisión reales mientras navegan canales en la oficina del Sr. Angelo (similar a Beavis and Butthead, Station Zero y  DJ & the Fro).
Los cortos de la caricatura se emitieron originalmente en The Orlando Jones Show en FX antes de convertirse en una serie regular en MTV2.

## Personajes
- Chico Bustello (voz de Paul D'Acri) - Un conserje de boca inteligente de ascendencia Puertorriqueño que trabaja para Angelo Productions.
- Guapo Martinez (voz de P. J. Pesce) - Un conserje obeso de la República Dominicana que trabaja con Chico.
- Concepción Rodriguez (voz de Orlando Jones) – Una recepcionista de la República Dominicana.
- Hank Holiday  (voz de Orlando Jones) – Un productor de música gay que recibe todo el crédito por el trabajo de Cezar.
- Cezar (voz de Paul D'Acri) – Un productor y genio musical, primo de Chico.
- Mr. Angelo (nombre completo Frank C. Angelo) (voz de P. J. Pesce) – El propietario de Angelo Productions, cuya esposa murió hace 12 años y cuya hija Sophie está enamorada de Chico.

## Guía de episodios
- 1.er episodio:
  - Gelatinous F.A.T
  - Affirmative Reaction
  - Worker's Comp
  - Smackfight
  - America's Most Talented Fetus
- 2.º episodio:
  - Pariah Scary
  - Too Hot for Teacher
  - Santeria
  - Gaupo's Dyslexia
  - The Gift
- 3.er episodio:
  - Li'l Kwim
  - Morcilla Sausage
  - Standup Guy
  - Cezar's First
  - Mr. Angelo's Rug
- 4.º episodio:
  - Da Feud
  - Enter the Guapo
  - Bigfoot
  - Y tu Chico, También
  - The Hanklick Maneuver